# Amanda Holden
Amanda Louise Holden (Bishop's Waltham, 16 de fevereiro de 1971) é uma apresentadora de televisão, atriz e cantora inglesa, mais conhecida como juiz do ITV's Britain's Got Talent desde que o show começou em 2007.
Holden desempenhou o papel de Sarah Trevanion em Wild at Heart (2006-2008) e o papel-título em Millie completamente moderno , para o qual ela foi nomeada para um Laurence Olivier Award . Mais recentemente, ela apresentou vários programas de televisão para a ITV, incluindo Superstar (2012), This Morning (2014-15) e Give a Pet a Home (2015).
A primeira aparição televisiva de Holden foi como concorrente no programa Blind Date em 1991. De 2006 a 2008, Holden apareceu como Sarah Trevanian em três séries de Wild at Heart da ITV, estrelado por Stephen Tompkinson .
Os outros créditos de TV de Holden incluem três séries da comédia Kiss Me Kate com Caroline Quentin e Chris Langham , três séries de The Grimleys da ITV, Celeb com Harry Enfield , a série BBC Hearts and Bones com Damian Lewis , o episódio Jonathan Creek "The Problem at Gallowes Gate "e um Boxing Day especial Marple oposto Geraldine McEwan e John Hannah . Ela também estrelou com Bill Nighy e Tom Courtenay em Ready When You Are, McGill , o drama de Jack Rosenthal .
Holden é atualmente um juiz no Britain's Got Talent junto com Simon Cowell , David Walliams e Alesha Dixon . Ela se juntou ao show em 2007 e este é o seu papel mais conhecido.
Ela apareceu em várias séries britânicas como Smack the Pony , EastEnders , Hearts and Bones , Cutting It e com Harry Enfield na série de comédia Celeb .
Em 2009, Holden apareceu como Lizzie, o Ring Mistress na BBC sitcom Big Top . Em abril de 2009, foi relatado que a rede dos Estados Unidos CBS tinha oferecido Holden o trabalho de um tempo apresentador convidado em The Early Show , um talk show durante o dia. Em 1 de junho de 2009, ela apareceu com os apresentadores regulares Harry Smith e Maggie Rodriguez . Holden desde então se inscreveu com a CBS como um correspondente britânico para The Early Show .
De 2009 até 2014, Holden co-apresentou uma Noite dos Heróis: The Sun Military Awards anualmente na ITV com Phillip Schofield . Em janeiro de 2010, ela apresentou sua própria série de quatro partes, Fantasy Lives de Amanda Holden , na qual ela experimentou quatro de seus trabalhos de sonho, incluindo trabalhar como uma artista em Paris e assistente de um mágico em Las Vegas.
Em 2010, Holden co-apresentou The Door com Chris Tarrant . Em 2011, Holden narrou o documentário The Nation's Favorite Bee Gees Song na ITV. Em 6 de julho de 2012, convidado Holden apresentou um episódio de Lorraine , de pé para Lorraine Kelly . Ela voltou ao convidado presente seis episódios mais do show de 4-8 de abril e 4 de julho de 2016.
Em 2012, Holden apresentou o talento Superstar na ITV. Em 24 de março de 2014, ela apresentou um episódio do canal 4 show Dispatches sobre o tratamento de natimortos e abortos espontâneos.
De 22 de setembro a 18 de dezembro de 2014, Holden participou como co- anfitrião nesta manhã com Phillip Schofield durante a licença de maternidade de Holly Willoughby . Ela fez uma pequena pausa em janeiro e fevereiro de 2015 para gravar as audições do Britain's Got Talent . Christine Lampard esteve em Holden durante este tempo, antes que ela se aposentou para o show de 2 de março até 17 de julho de 2015.
Holden apresentou uma série de seis partes factual para ITV chamado Dar um Pet um lar que trabalhou ao lado da RSPCA encontrar casas para animais. A série foi ao ar em abril e maio de 2015.
Em 18 de dezembro de 2015, Holden fazia parte da equipe de apresentação do teletônio de Natal da ITV Texto Santa . Em 2016, ela apresentou I've got something to tell you , uma série factual para W.